# Gino Capponi
Pour les articles homonymes, voir Capponi.
Pour les autres membres de la famille, voir Famille.

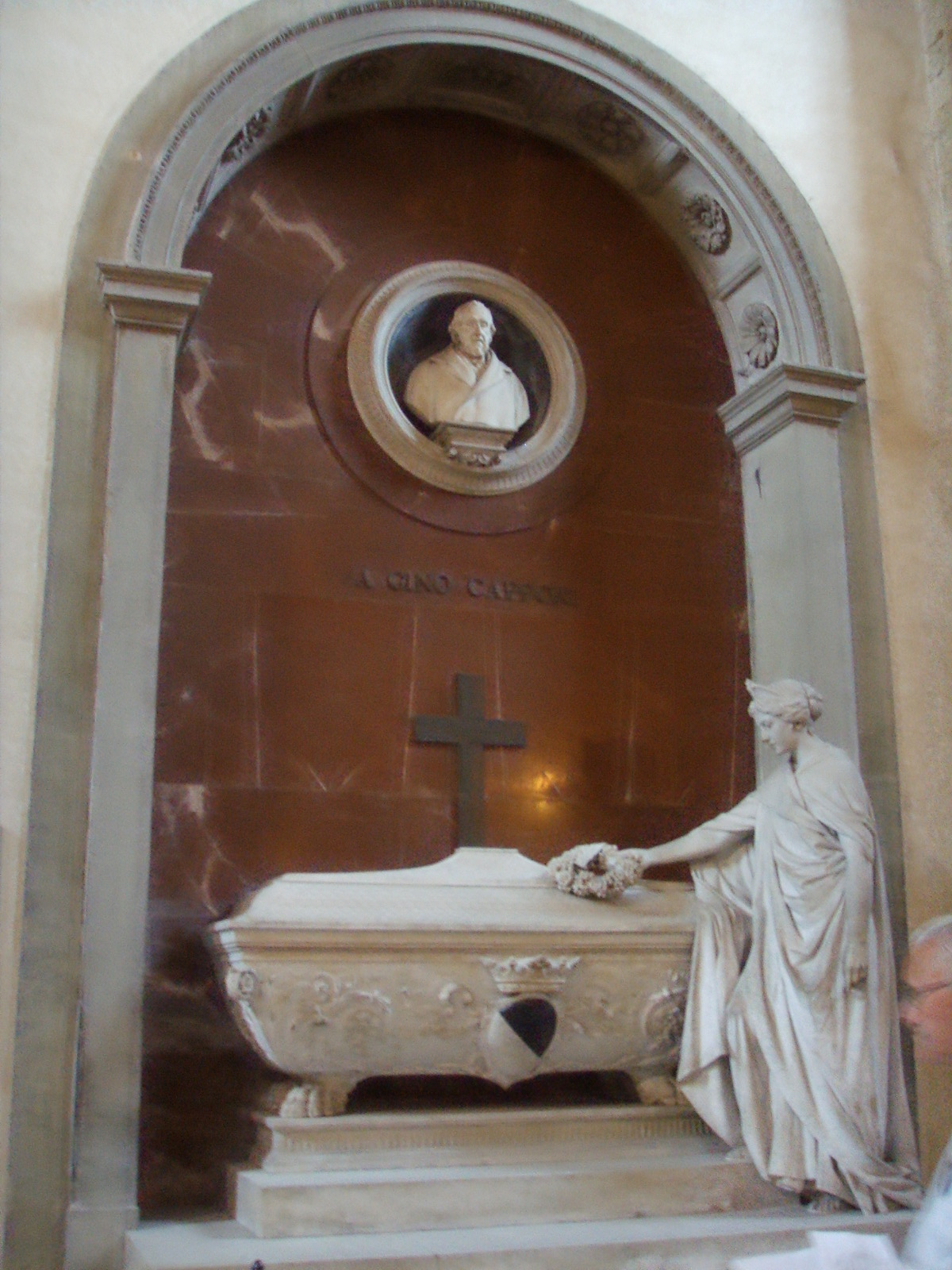
Le monument à Gino Capponi dans la basilique de Santa Croce

Gino Capponi (né le 13 septembre 1792 à Florence et mort le 3 février 1876 dans la même ville) est un homme politique, un écrivain et un historien italien du XIXe siècle.

## Biographie
Gino Capponi est le dernier membre de la vieille et illustre famille florentine des Capponi dont les origines apparaissent vers 1250. Elle a acquis une grande richesse par son activité marchande et bancaire, et beaucoup de ses membres se sont distingués au service de la république et des Médicis, et plus tard au service de la maison de Habsbourg-Lorraine.
Gino est le fils du Marquis Pier Roberto Capponi, un noble très attaché au Grand-duc Toscane, Ferdinand III. Lorsque le Grand-duc est destitué par les Français en 1799 la famille Capponi le suit en exil à Vienne. Les Capponi retourne à Florence en 1811 et  Gino épouse la marquise Giulia Riccardi. Bien que la famille soit très anti-français, Gino est choisi avec d'autres notables pour rendre hommage à Napoléon Ier à Paris en 1813. Après la chute de Napoléon, Ferdinand retrouve la Toscane (septembre 1814).
Élève de l'abbé Giovanni Battista Zannoni, Gino Capponi s'intéresse aux humanités ainsi qu'à l'économie, aux statistiques et à l'agriculture. En 1819 à Londres, il a l'idée avec Ugo Foscolo d'un journal littéraire qu'il crée en  1821 avec Giovan Pietro Vieusseux, l'Antologia.
Pendant son séjour en Angleterre, il s'intéresse aux institutions anglaises et étudie la constitution, le système électoral, la vie universitaire, l'organisation industrielle. À Édimbourg, Il rencontre Francis Jeffrey, le rédacteur en chef de la revue d'Édimbourg, et de nombreux éminents hommes d'État et hommes de lettres, dont lord John Russell, le duc de Bedford, Dugald Stewart. Ce voyage a  fait de lui un fervent anglophile.
Il est l'ami de Giacomo Leopardi, de Pietro Giordani, de Pietro Colletta, de Guglielmo Pepe, de Giovanni Battista Niccolini, du philosophe Silvestro Centofanti, de Raffaello Lambruschini et de plus grands intellectuels de son temps. Comme pédagogue il est pour la libre éducation des jeunes qu'il considère comme un art et non une science.
Gino Capponi voyage beaucoup en Italie et en Europe. En 1848, il occupe la charge de sénateur et appartient à la mouvance modérée-réformatrice du grand-duché de Toscane. Il collabore et fait la promotion des principales initiatives libérales des modérés. Il devient président du conseil du 17 août à octobre de la même année.
Obligé de se retirer  en raison de la restauration des Habsbourg-Lorraine, il poursuit ses études historiques bien qu'il devienne aveugle. En 1859 il soutient l'annexion de la Toscane au royaume de Sardaigne et il est nommé sénateur en 1860, participant activement à la vie parlementaire jusqu'en 1864.
Il est enterré dans la basilique Santa Croce de Florence.
Sa réputation d'historien repose sur son ouvrage Storia della Repubblica di Firenze (1875), premier livre italien sur le sujet rédigé dans un esprit critique moderne. Si les chapitres sur les débuts de l'histoire de la Ville sont désormais obsolètes au regard des récentes découvertes, il demeure dans son ensemble un ouvrage de référence.

## Titre
- Chevalier de l'ordre de l'Annonciade